# Триенс
Триенсът (на латински: triens, от tres – три) е древноримска монета.
- По времето на Римската империя е бил бронзова монета, равняваща се на 1/3 от аса. Появява се в края на IV век пр.н.е. и се сече до около 89 – 90 г. Най-разпространеният дизайн за триенса е бил: облик на делфин с 4 точки, показващи количеството унции на лицевата част и мълния на гърба. Друг облик е бил бюстът на Минерва и 4 точки на лицевата част на монетата и нос на галера на опаковата ѝ страна.

- Златен триенс – по време на Късната империя (управлението на Гордиан III (238 – 244) до Карин (282 – 283), триенс се наричала златната монета, равняваща се на 1/3 от ауреуса. Константин I (306 – 337) сякъл триенс по 1,52 г, т.е. 1/3 от солид.

С великото преселение на народите триенсът се разпространил из другите германски племена. Монети, подобни на триенса, са секли вандалите, остготите, франките, бургундите, вестготите, лонгобардите. На лицевата част – бюст на императора, на гърба – богинята на победата Виктория, а по-късно и кръст, обрамчен с венци.
По времето на Византийската империя триенсът влиза с името тремис.